# Culcita schmideliana
Culcita schmideliana, vulgarmente conhecida como estrela do mar espinhosa, é uma espécie de estrela do mar com espinhos. Possui uma variedade de cores de base e, muitas vezes, manchas de uma cor diferente. Tem forma pentagonal e vive no tropical Indo-Pacífico. Esta espécie é por vezes mantida por aquaristas amadores.

## Descrição
Culcita schmideliana é uma estrela do mar aproximadamente pentagonal, com superfície de couro e aparência inflada. Sua forma é subglobosa quando totalmente adulto, com uma superfície (superior) aboral muito convexa e uma base plana. A superfície do aborto é espalhada por pequenos espinhos cônicos (que supostamente nunca entram nas zonas papulares) e a superfície oral (sub) tem pequenas granulações e é revestida em grandes tubérculos cônicos, os mais próximos dos sulcos ambulacrais e a margem sendo ovalada seção transversal e a maior. Esta estrela do mar varia de cor, mas geralmente possui um fundo acinzentado com pequenas manchas cor de rosa, principalmente adjacentes aos tubérculos pretos. O madreporite é geralmente de cor alaranjada. Esta estrela do mar geralmente possui vários animais comensais na cavidade do corpo ou na superfície. Um peixe-pérola geralmente é encontrado no estômago e, às vezes, o verme poliqueta Gastrolepidia clavigera rasteja sobre sua superfície. Muitas vezes, também existe um minúsculo camarão comensal Periclimenes soror escondido quase invisivelmente em sua superfície do aborto.

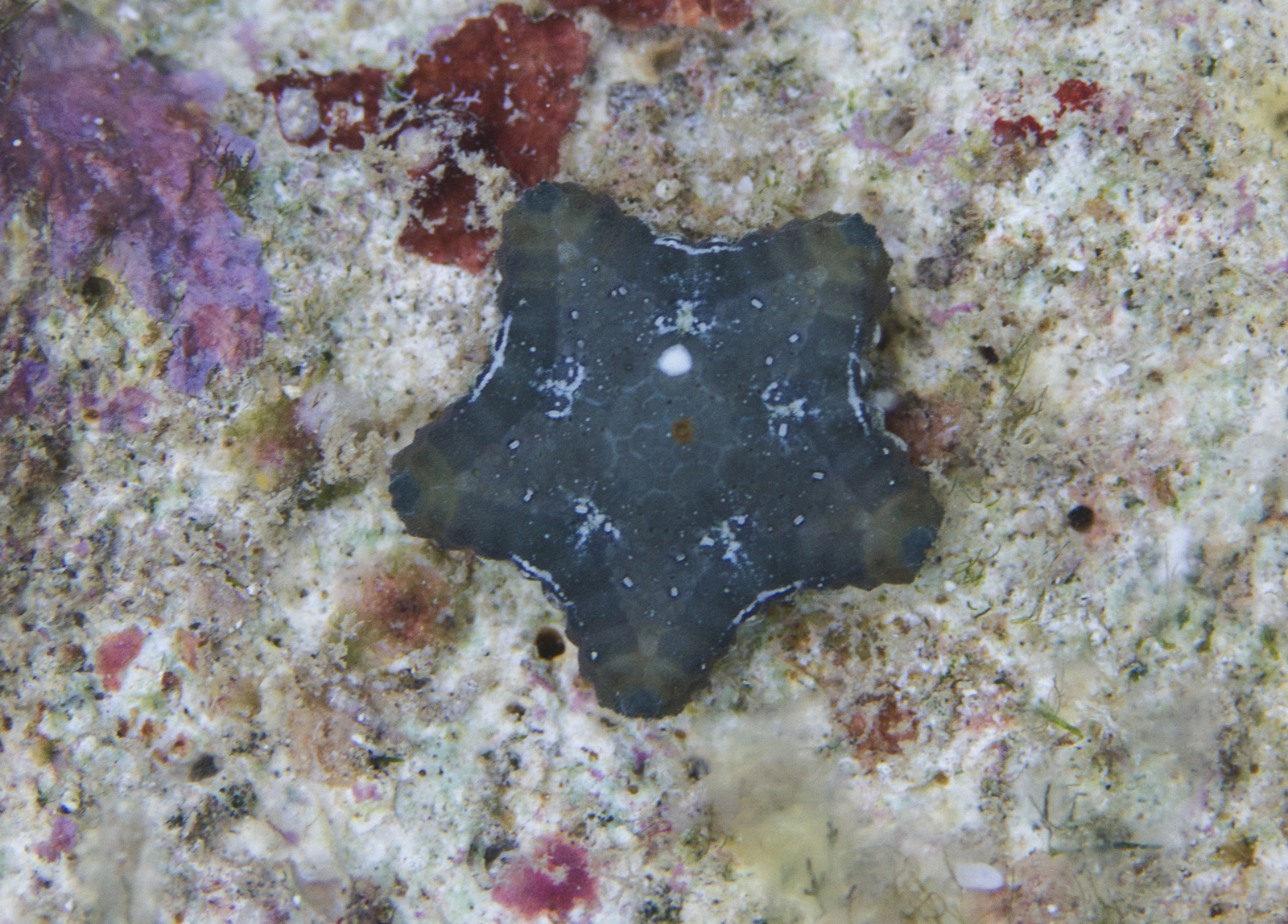
A estrela em sua juventude
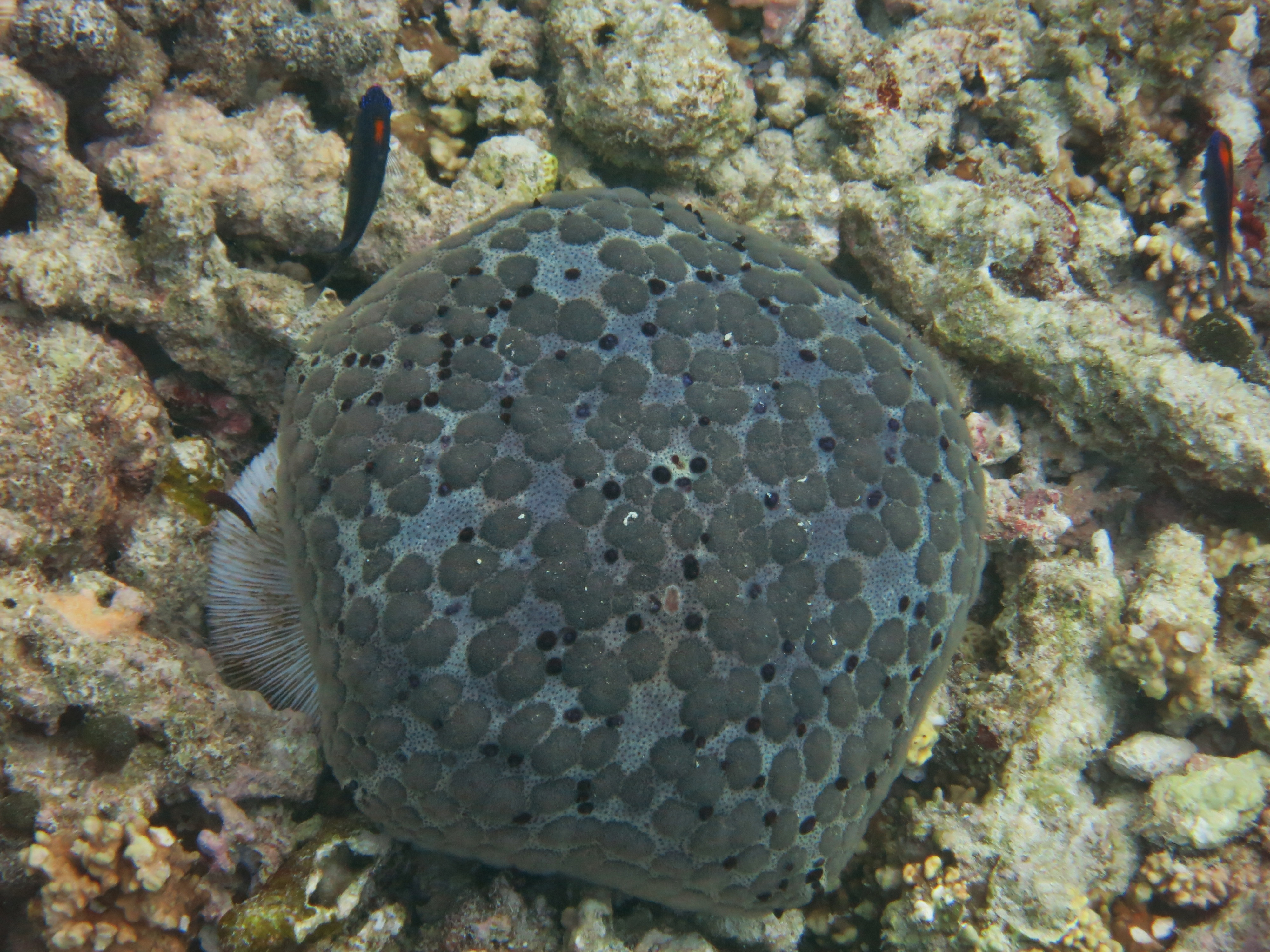
idem
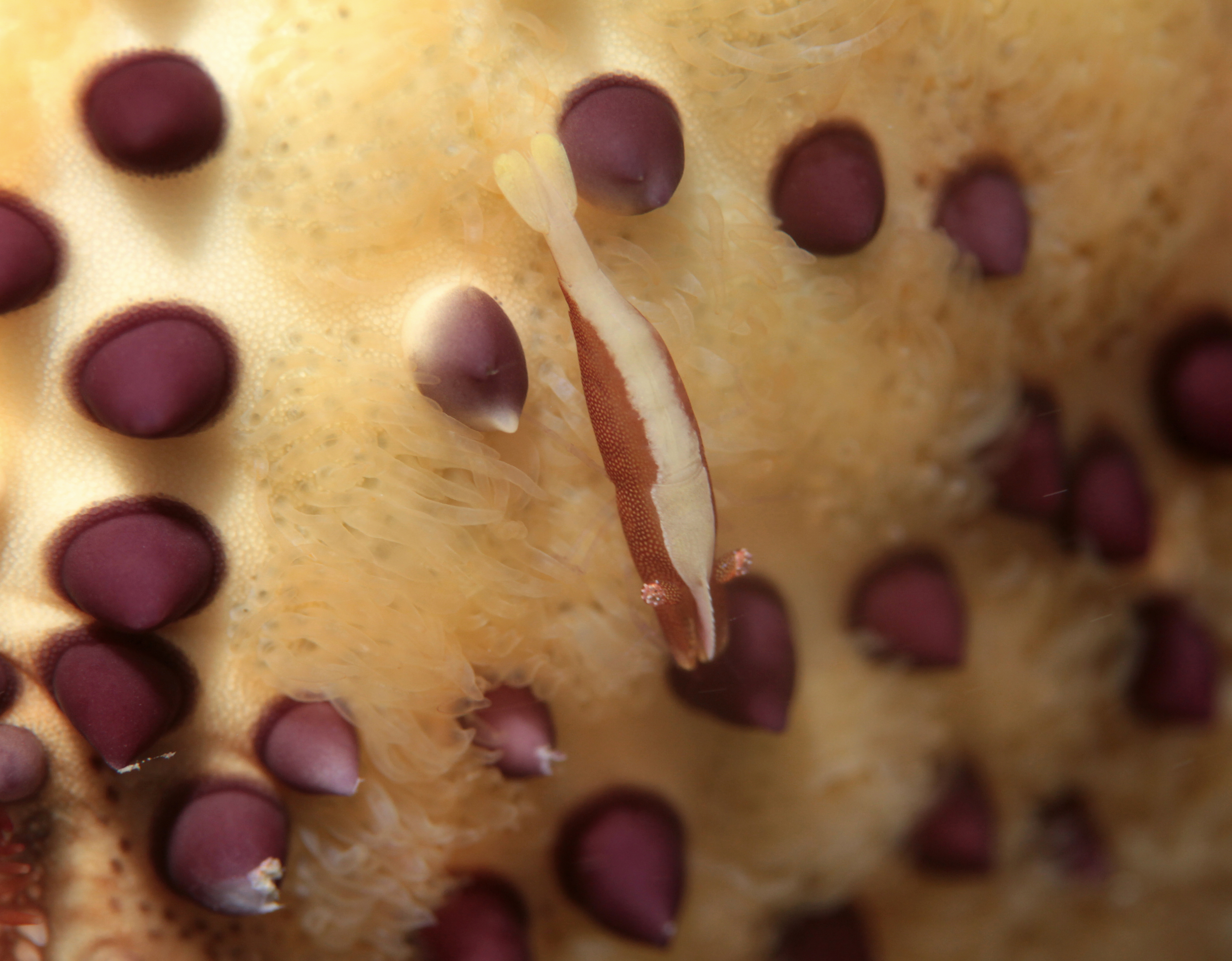
Um camarão simbiótico (Periclimenes soror)
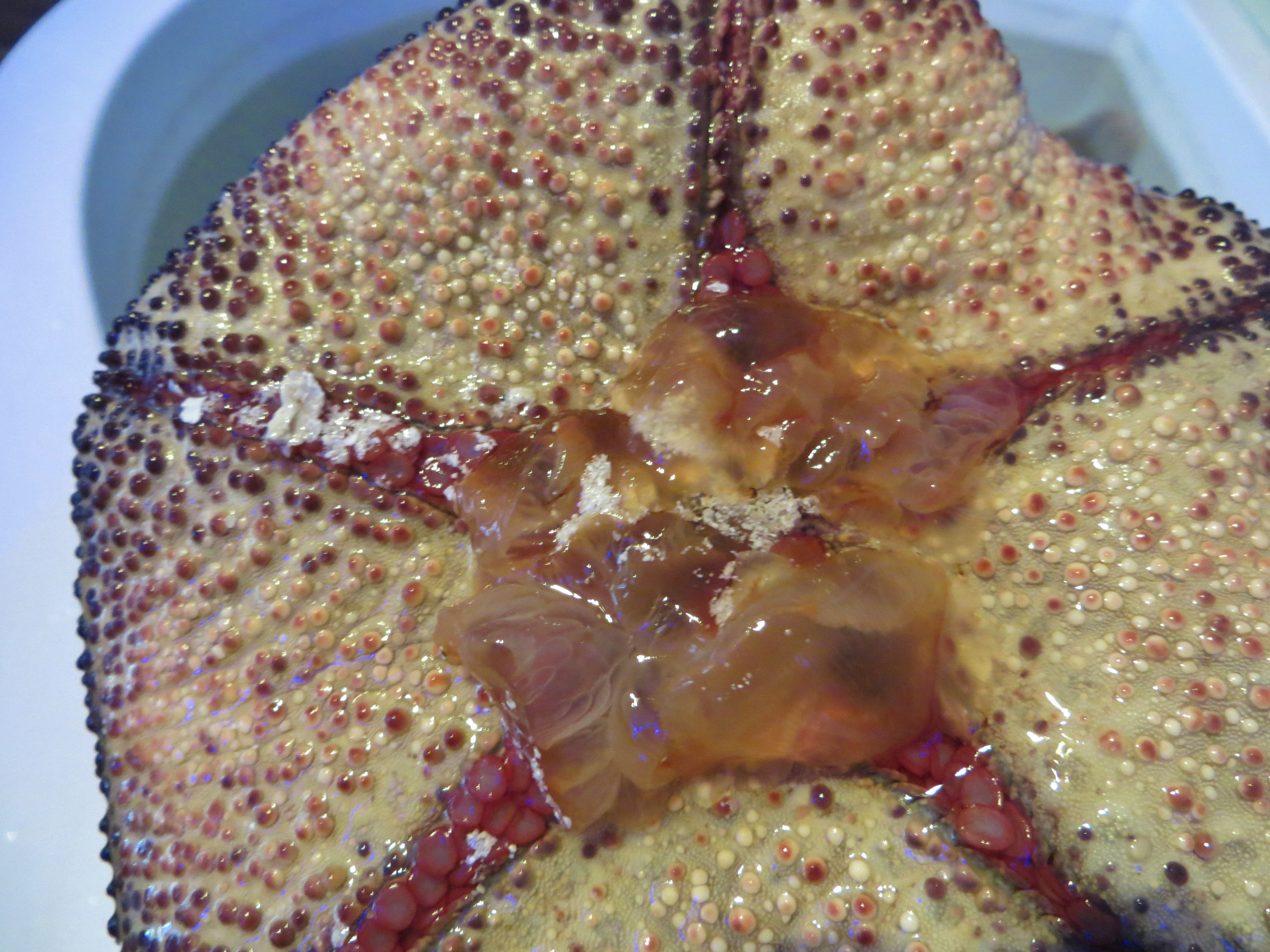
Lado de baixo, com estômago revertido para alimentação.

## Distribuição e habitat
Culcita schmideliana é nativa do Indo-Pacífico ocidental tropical. Seu alcance se estende de Madagascar, a costa leste da África e o Mar Vermelho a Aldabra, Chagos, Filipinas, Ilhas Seychelles, Maldivas, Sri Lanka e Austrália. Pode ser encontrada em áreas de lagunas e em recifes internos com ervas marinhas e entre algas em profundidades de até 92 metros (302 pé).

## Comportamento
Culcita schmideliana se alimenta principalmente do filme epibenthic de detritos orgânicos e microrganismos que crescem em algas e ervas marinhas. Também navega na esponja Gellius cymiformis, geralmente associada à alga simbiótica Ceratodictyon spongiosum, e nos tecidos e pólipos vivos dos corais rochosos Galaxea e Goniopora e do coral mole Xenia. Ao pastar dessa maneira em corais, assemelha-se à estrela de almofada mais conhecida, Culcita novaeguineae.